# Dorcadion vanhoegaerdeni
Dorcadion vanhoegaerdeni là một loài bọ cánh cứng trong họ Cerambycidae.